# 青森社会保険事務局
青森社会保険事務局（あおもりしゃかいほけんじむきょく）は、青森県青森市にあった社会保険庁の地方支分部局で、青森県を管轄していた。

## 管内社会保険事務所等
- 青森社会保険事務局青森社会保険事務室（青森社会保険事務所）
- むつ社会保険事務所（青森社会保険事務局むつ事務所）
- 八戸社会保険事務所
- 弘前社会保険事務所